# Collégiale Saint-Didier d'Avignon
La collégiale Saint-Didier d'Avignon est une ancienne collégiale gothique édifiée au milieu du XIVe siècle, classée au titre des monuments historiques le 27 juillet 1983.

## Première église Saint-Didier

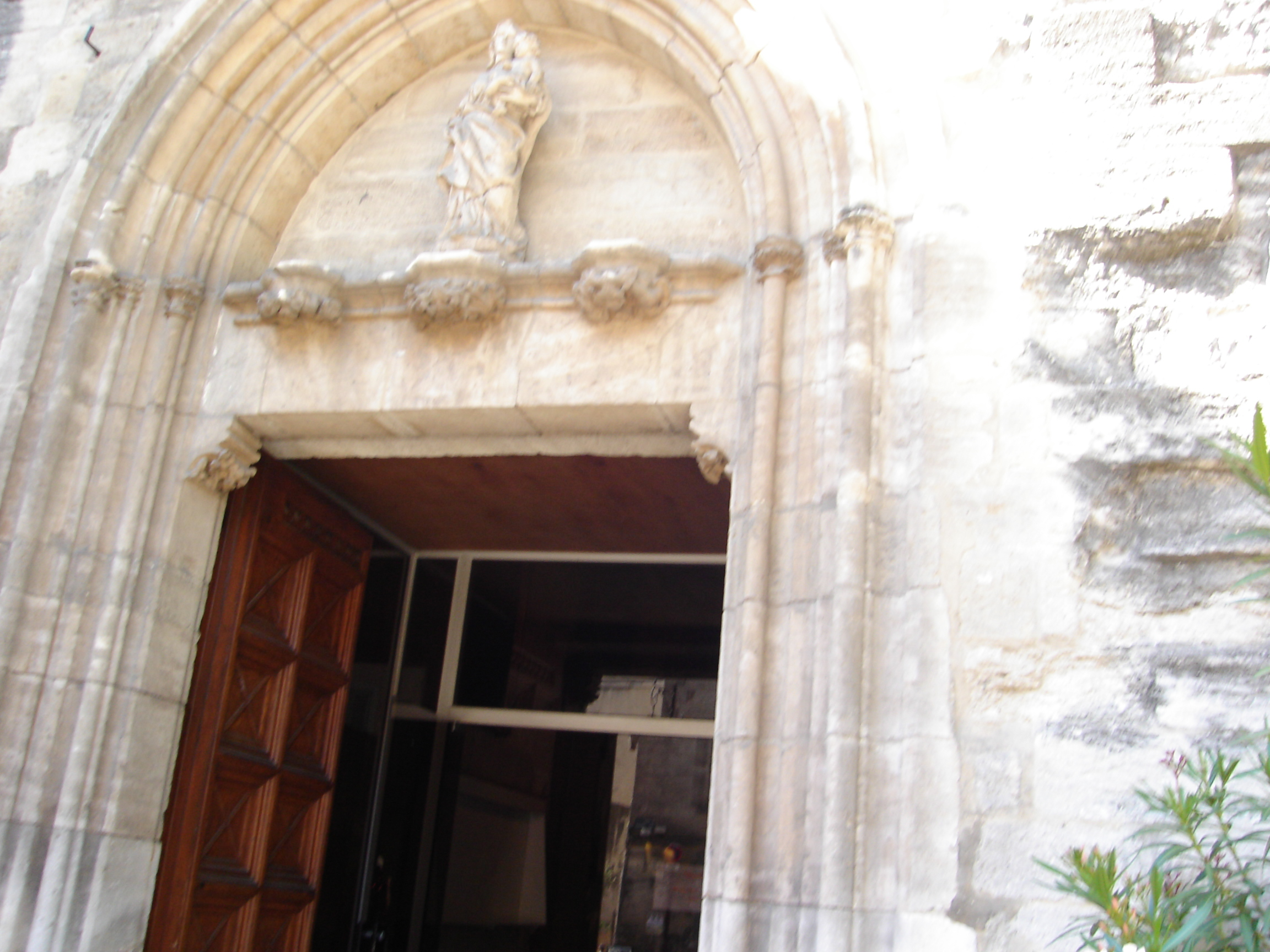
Entrée de la collégiale

Située au centre de la ville, elle a pris la place d'une vieille église que la tradition hagiographique faisait remonter au VIIe siècle avec Agricol d'Avignon comme fondateur. Mais le premier texte qui la signale est daté de 1008 lors d'une donation de Saint-Didier et de sa manse faite par l'évêque Rostaing d'Avignon à l'abbaye de Montmajour.

## Église gothique

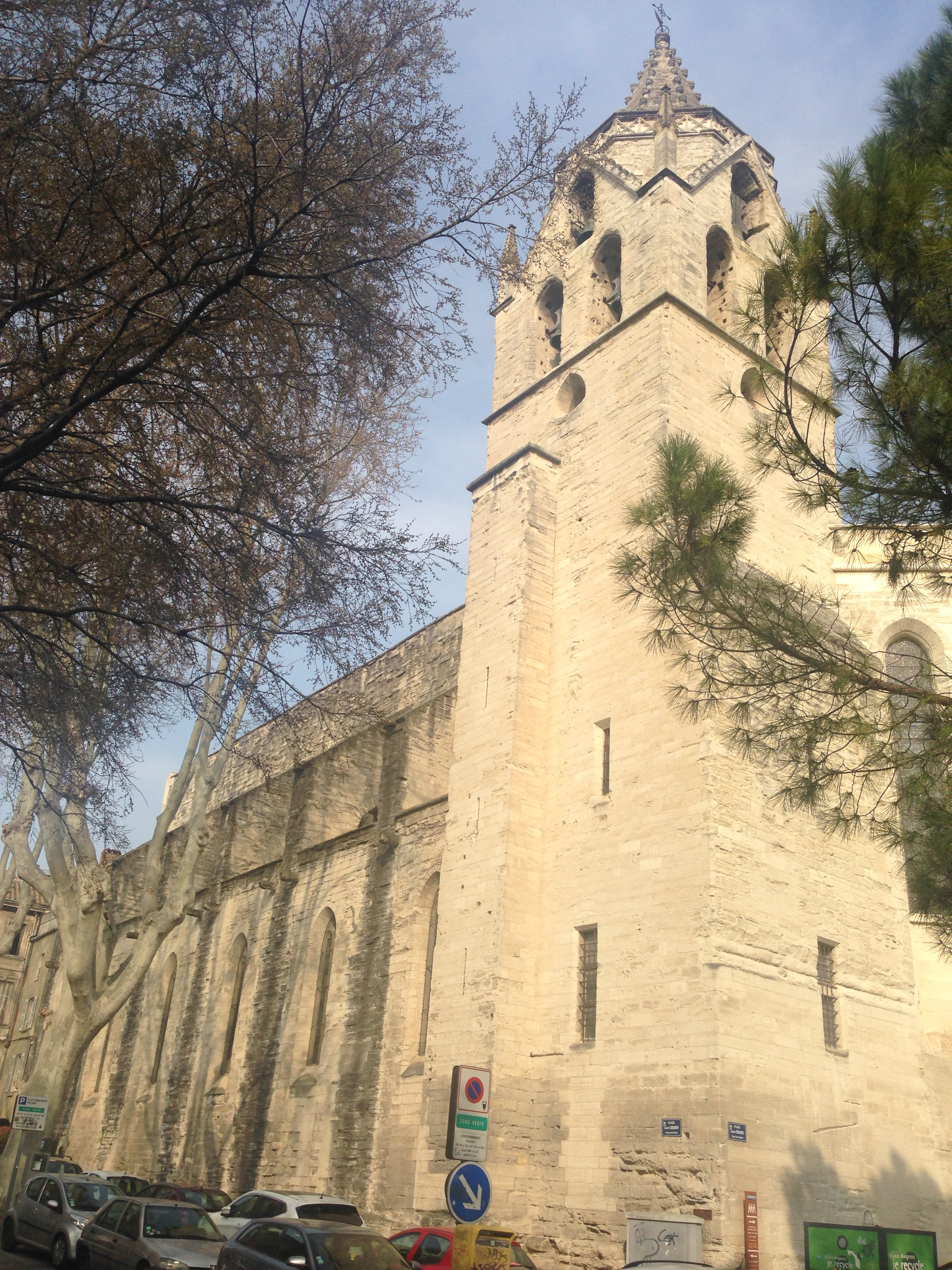
Extérieur de l'église Saint-Didier.

L'édification d'une nouvelle église est due à la présence des papes d'Avignon. Ce fut le cardinal Bertrand de Deaux qui, dans son testament, imposa à ses héritiers de faire construire sur sa succession une église. Cette clause fut avalisée par Innocent VI le 22 novembre 1355. Le prix-fait de sa réalisation fut signé le 4 mai 1356 devant notaire avec 4 lapicides de la région qui ont formé une société pour la construction afin de se partager les profits et les risques. Ces quatre lapicides sont :
- Jean Postier, de Salon-de-Provence, qui a travaillé sur le Palais des Papres,
- Guillaume Ébrard, originaire de Saint-Maximin,
- Guilhem Payslotros, de «Santo molano de insula»., qui se désiste peu après,
- Jaume Laugier, qui doit être jeune car c'est son père qui signe.

Ils sont placés sous le contrôle de Jaume Alasaud, maître maçon originaire d'Avignon. Il a déjà réalisé l'abside de la chapelle Notre-Dame-des-Miracles à partir de 1326, travaillé sur la collégiale de Villeneuve-lès-Avignon en 1333. Il a élevé la tour de Trouillas au Palais des Papes en 1339. En 1340, il supervise l'élévation de murailles du cloître du Palais-Vieux. Il est actif jusqu'en 1366.
L'église a été construite en trois ans et quatre mois et consacrée le 20 septembre 1359. En l'état, cet édifice est considéré comme le plus caractéristique du gothique avignonnais

## Mobilier
La collégiale possède deux tableaux de Simon de Châlons intitulés La Flagellation et la Descente du Saint-Esprit. Elle a aussi un Portement de Croix commandité, en 1478, par le Roi René à Francesco Laurana qui orne la première chapelle droite de la collégiale, et devait décorer le maître-autel de l'église des Célestins d'Avignon. Ce bas-relief est considéré comme l'une des toutes premières œuvres de style Renaissance qui existent en France.

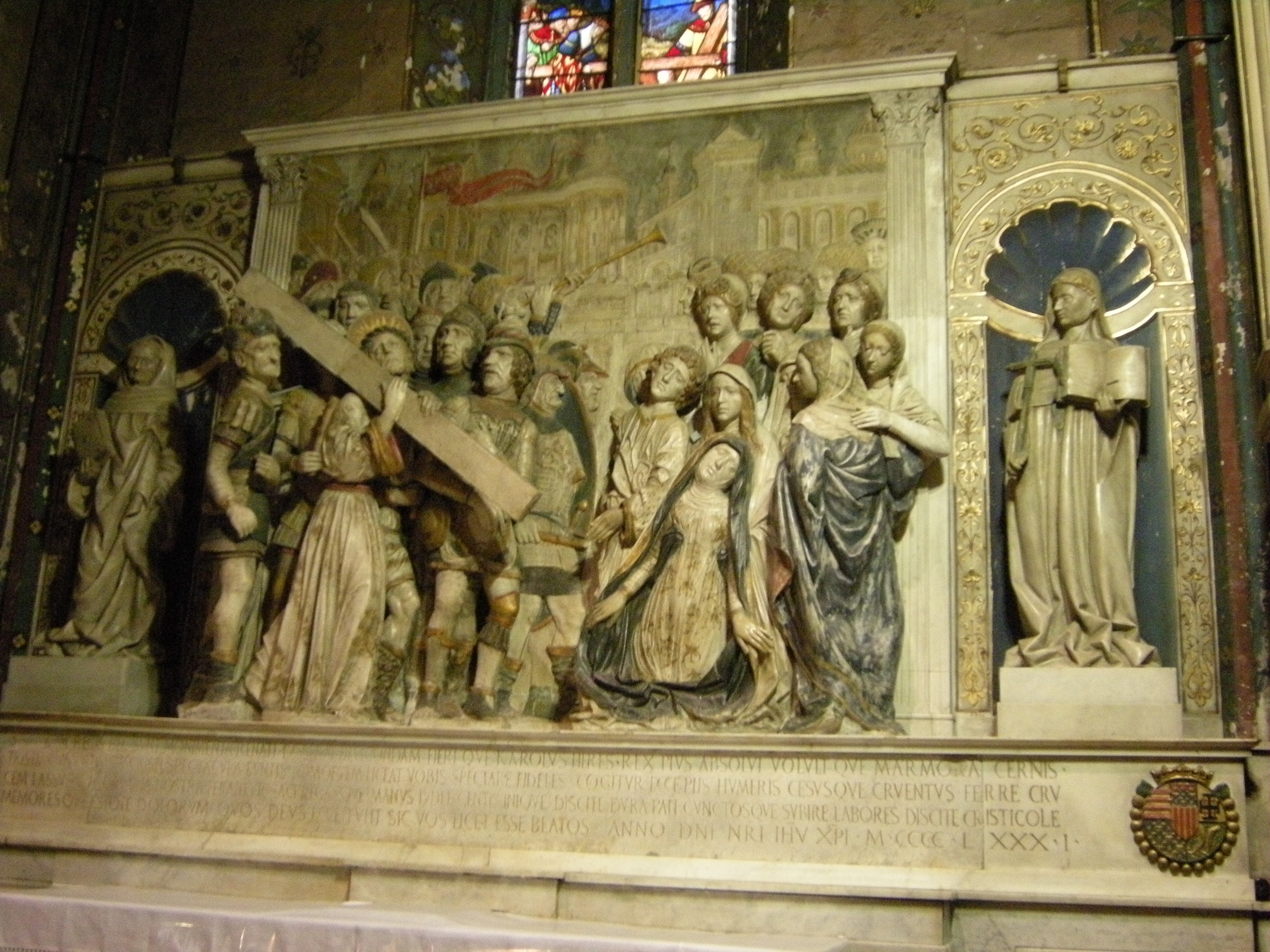
Le Portement de Croix ou Retablo della salita al Calvario